# ジョナス・メカス
ジョナス・メカス（Jonas Mekas 1922年12月24日 - 2019年1月23日）はアメリカ合衆国の映像作家・詩人・活動家。1950年代からハリウッド映画に対する批判としてニューヨークなどでさかんになった実験映画の文化を支えながら、自らも数々の映像作品を制作した。とくに身辺の映像記録をもとにした「日記映画 (diary films）」で知られる。晩年まで母国語のリトアニア語で詩作を行い、リトアニアを代表する詩人の一人でもある。リトアニア語ではヨナス・メカス。

## 来歴
1922年、リトアニアのセメニシュケイで小農の家に生まれる。当時リトアニアは第一次大戦を境に民族意識が高まり、「リトアニア共和国」として悲願の独立を果たしたばかりだった。民族文化を育てるため自国語専門の図書館や劇場などの建設があいつぎ、リトアニア語の詩人や作家が熱狂的に支持される空気の中でメカスは幼少期を過ごした。
1940年にリトアニアは再びソ連に編入され、ナチスの侵攻とともに戦火に包まれる。高校生になっていたメカスは弟と地下活動に身を投じ、イギリスのＢＢＣ放送へ現地報告を書き送りつづけたが、親族の手引きで兄弟ともにウィーンへ脱出する。この逃避行のころからメカスは詳細な日記をつけはじめている。
ウィーン到着の前にナチスにとらえられ、現在のドイツ北部エルムスホルンにある強制労働キャンプへ収容される。1945年の3月にキャンプを脱出、デンマークに潜伏して避難民の収容所などで暮らした。逃走をつづけるなか書き継がれた詩が弟の手で英訳され、1948年に出版される。当時国際的な文名を誇っていたチェスワフ・ミウォシュやジョン・アシュベリーによって絶賛され、母国リトアニアでも大きな注目を集めた。この間、メカスはごく短期間マインツ大学で哲学を学んでいる。

### アメリカへ
1949年10月、弟とともに難民船でアメリカに渡る。ニューヨークのウィリアムズバーグに居をさだめ、工場勤務のかたわら映画館に通う生活が続いた。メカスはアメリカに到着後まもなく16ミリカメラを入手しており、詩作とともに身辺の映像を記録するようになる。
1953年の春、みずから主催してアヴァンギャルド映画の上映会を開始。ここに集まった愛好者とともに1955年には『フィルム・カルチャー』誌を創刊する。
『フィルム・カルチャー』は当時黄金期を迎えていたハリウッド映画とは異なる映像文化をめざすとうたい、ルドルフ・アルンハイムやジークフリート・クラカウアーなど当時第一線の映画研究者・評論家が寄稿した。のちに米国を代表する映画評論家となるアンドリュー・サリスのほか多くの映画監督も参加し、『フィルム・カルチャー』は、しだいにニューヨークにおけるアヴァンギャルド映画・実験映画の拠点とみなされるようになった。また1960年、メカスは独自にアヴァンギャルド映画の配給を行う団体 (The New American Cinema Group) を設立している。
このころニューヨークを中心とするハリウッド映画への異議申し立ての動きは様々な実験映画に結実し、シャーリー・クラーク『ザ・コネクション』（1961）やロバート・フランクとアルフレッド・レスリー『プル・マイ・デイジーPull My Daisy（英語: Pull My Daisy）』（1959）といった秀作が作られた。そうした動きのなかで1961年、メカスは最初の映画『樹々の砲塔 (Guns of the Trees)』を完成させている（公開は1964年）。

### 前衛アートの中心人物に

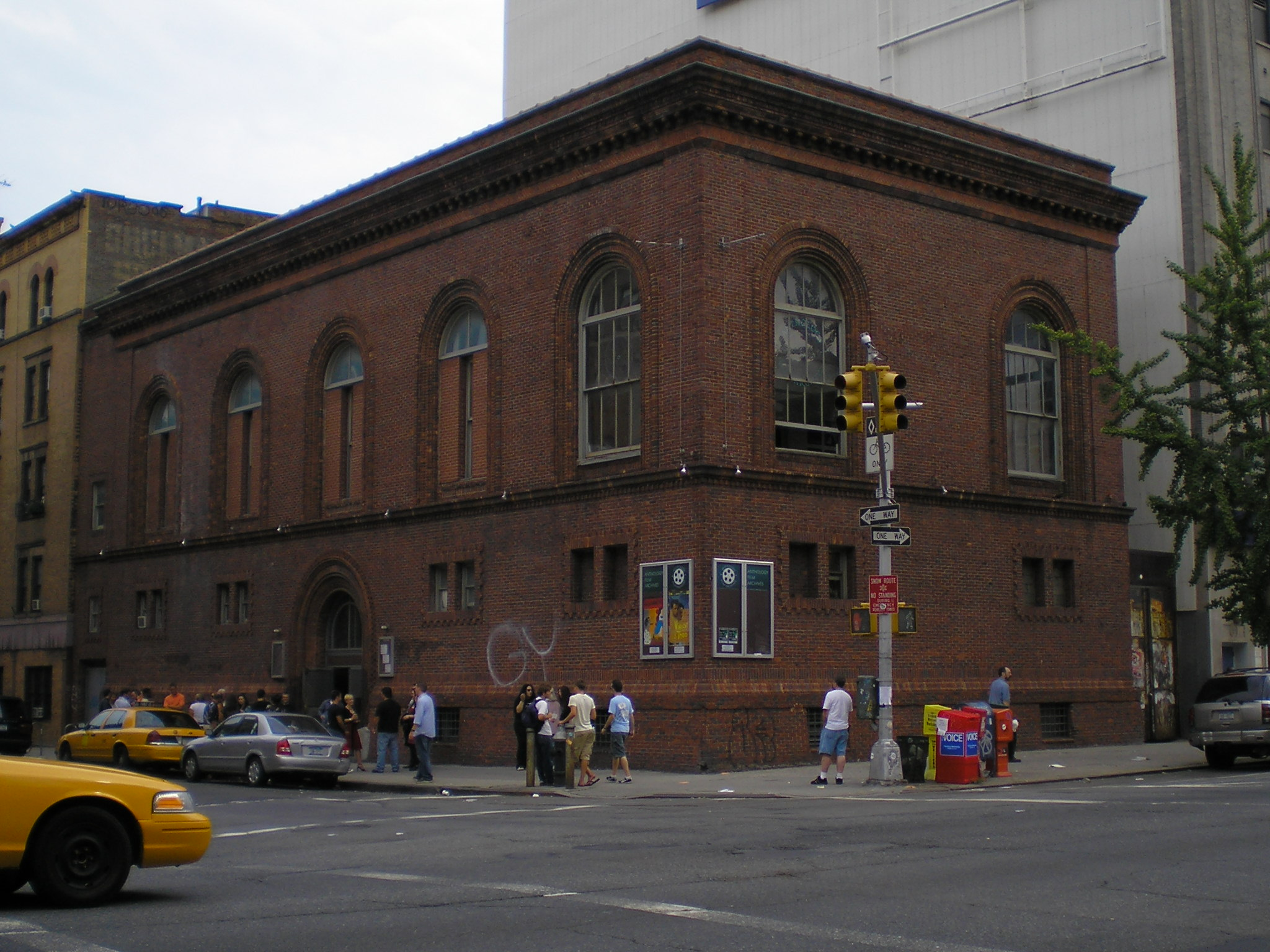
アヴァンギャルド映画の上映・保存のためメカスが設立した「アンソロジー・フィルム・アーカイブス」の現在の建物。

メカスは60年代初め、二つの事件をきっかけに米国社会で大きな注目を集めるようになる。
一つは1963年5月に劇場「リビング・シアター」で起きた事件で、ここで上演されていた前衛的な演目を不満に思った劇場主が上演期間中に劇場を閉鎖、反発したダンサーが封鎖を破って上演を強行し逮捕されたという事件である。メカスは封鎖された劇場で観客がないまま上演された舞台を撮影して映画『営倉 (The Brig) 』にまとめ、これが同年のヴェニス映画祭ドキュメンタリー部門で大賞を受賞するのである。
二つ目は翌1964年におきたジャック・スミスの映画『燃え上がる生物 (Flaming Creatures) 』上映禁止事件である。メカスはこの作品を絶賛し、みずから映画館を探して上映にこぎつけるが、この作品には当時としては異例の性的な表現が含まれていたため、上映会場でメカスが他の関係者とともに逮捕される。ほぼ同時期、ジャン・ジュネの『愛の歌 (Un Chant d'amour) 』上映でも同様に逮捕されている。メカスの逮捕騒動は一般メディアでも広く報道され、表現の自由と検閲の合理性をめぐって大きな議論を呼んだ。
二つの事件はアヴァンギャルド作品を守り、上映場所を独自に確保することの必要性を作家たちに再確認させることとなった。メカスは、1970年に自らも映画作家であるジェローム・ヒルの資金援助を得て「アンソロジー・フィルム・アーカイブス (Anthology Film Archives) 」の活動を開始する。これは「エッセンシャル・シネマ (Essential Cinema) 」と銘打って世界の重要な映画をリストアップし、独自にフィルムを修復・保存する活動で、アヴァンギャルド映画を自由に上映するための映画館も確保した（何度か移転したのち1988年から現在の場所、マンハッタン南部のイースト・ヴィレッジで活動）。
こうした活動を通じてメカスは前衛アート界の著名人となり、アンディ・ウォーホルやアレン・ギンズバーグ、フルクサスのジョージ・マチューナスなどのアーティストとの交流がつねに注目を集めるようになった。2007年、母国リトアニアで「メカス芸術センター」設立。2013年には「アメリカ芸術科学アカデミー」勲章を受賞している。
メカスの最も長い作品は2000年に公開した５時間近い映画『歩みつつ垣間見た美しい時の数々』で、過去30年間におよぶ身辺記録をもとにしている。
これがメカス最後の16ミリ作品となり、以後メカスはビデオカメラやスマートフォンなど様々な新しい装置を使いながら最晩年になるまで身辺の映像を記録しつづけた。このほか『ウォールデン』(1969)、『ロストロストロスト/何もかも失われて』(1976）や、母国への帰郷を記録した『リトアニアへの旅の追憶』(1972）などが高く評価されている。
2019年1月23日にニューヨークで死去した。享年96。

## エピソード
- 1994年、映像作家のペーター・ゼンペル（英語版）がジョナス・メカスを題材に映画 "Jonas in the Desert" を製作。
- 2006年秋、AppleのヴィデオiPodのために、1日に1本、計365本の短編ビデオを公開することを計画した[13]。
- 2022年 駐日リトアニア大使館は生誕100年を記念して日本リトアニア友好100年・メカス生誕100年記念年を行った。

## 主な作品
メカスは十数分の小品から五時間超の長編まで多数の作品を残し、公開スタイルも映画館での上映から個展でのインスタレーションまで様々だった。
- Guns of the Trees（1962年）
- The Brig（1964年）
- Award Presentation to Andy Warhol（1964年）
- Walden (Diaries, Notes, and Sketches）（1969年）
- Reminiscences of a Journey to Lithuania（1971年 – 1972年）『リトアニアへの旅の追憶』
- Lost, Lost, Lost（1976年）『ロストロストロスト/何もかも失われて』
- In Between: 1964–8（1978年）
- He Stands in a Desert Counting the Seconds of His Life（1969年/1985年）『時を数えて、砂漠に立つ』
- Night with Andy Warhol（1990年）『ナイト・ウィズ・アンディ・ウォーホル』
- Symphony of Joy（1997年）
- Autobiography of a Man Who Carried his Memory in his Eyes（2000年）
- As I Was Moving Ahead Occasionally I Saw Brief Glimpses of Beauty（2000年）
- Remedy for Melancholy（2000年）
- Williamsburg, Brooklyn（1950年 – 2003年）
- Letter from Greenpoint（2004年）『グリーンポイントからの手紙』
- Sleepless Nights Stories（2011年）『スリープレス・ナイツ・ストーリーズ 眠れぬ夜の物語』

## 著書
- 『メカスの映画日記 ニュー・アメリカン・シネマの起源 1959‐1971』飯村昭子訳、フィルムアート社、1974．
- 『どこにもないところからの手紙』村田郁夫訳、書肆山田、2005．
- 『セメニシュケイの牧歌』村田郁夫訳、書肆山田、1996．
- 『森の中で』村田郁夫訳、書肆山田、1996．
- 『メカスの難民日記』飯村昭子訳、みすず書房、2011．
- 『フローズン・フィルム・フレームズ 静止した映画』木下哲夫、フォトプラネット、1997．
- 『ジョナス・メカス ノート、対話、映画』木下哲夫訳、せりか書房、2012．
- 『ジョナス・メカス詩集』村田郁夫訳、書肆山田、2019．

## 関連文献
- 金子遊,吉田悠樹彦,若林良編『ジョナス・メカス論集』,neoneo叢書,2020
- 金子遊『映像の境域: アートフィルム/ワールドシネマ』森話社, 2017. ISBN 978-4864051170
- 今村純子「映像という詩のかたち─ジョナス・メカス監督『リトアニアへの旅の追憶』をめぐって─」（『東京大学大学院教育学研究科研究室紀要』40, 2014.7）
- 三上 勝生「ジョナス・メカスによる365日映画の軌跡 : 記憶と忘却の狭間で」（『札幌大学総合論叢』25, 65-79, 2008-03）
- 阿部 宏慈「ドキュメンタリー映画における物語表象をめぐって : ジョナス・メカス『リトアニアへの旅の追憶』を中心に」（『山形大學紀要. 人文科學』15(2), 63-86(258-235), 2003-02-17）
- アダムズ・シトニー編『アメリカの実験映画 : 「フィルム・カルチュア」映画論集』石崎浩一郎訳、フィルムアート社、1972．
- メカス日本日記の会編『メカス1991年夏 : ニューヨーク、リトアニア、帯広、山形、新宿』メカス日本日記の会, 1991